# هارم زينسترا
هارم زينسترا (بالهولندية: Harm Zeinstra)‏ (21 يوليو 1989 بليوواردن في هولندا - ) هو لاعب كرة قدم هولندي في مركز حراسة المرمى. لعب مع نادي إيمن ونادي كامبور ونادي هيرنفين.

## وصلات خارجية
- هارم زينسترا على موقع قاعدة بيانات كرة القدم.إي يو (الإنجليزية)
- هارم زينسترا على موقع Soccerway.com (الإنجليزية)
- هارم زينسترا على موقع عالم كرة القدم.نت (الإنجليزية)